# Rivière Saint-Cyr Sud
Pour les articles homonymes, voir Saint-Cyr.
La rivière Saint-Cyr Sud est un affluent de la rivière Mégiscane (via le lac Canusio), coulant dans Senneterre, dans la région administrative d’Abitibi-Témiscamingue, au Québec, au Canada.
La rivière Saint-Cyr Sud coule successivement dans les cantons de Bailly, de Kalm, de Mesplet et de Cherrier. La foresterie constitue la principale activité économique du secteur ; les activités récréotouristiques, en second.
La vallée de la rivière Saint-Cyr Sud est desservie par la route forestière R1053 (sens est-ouest) qui passe du côté nord-ouest et au nord du lac Saint-Cyr. Cette route rejoint la route R1009 (sens nord-sud) qui passe à l'est de la rivière de l'Aigle.
La surface de la rivière Saint-Cyr Sud est habituellement gelée du début novembre à la mi-mai, toutefois la circulation sécuritaire sur la glace se fait généralement de la mi-novembre à la mi-avril.

## Géographie
Les bassins versants voisins sont :

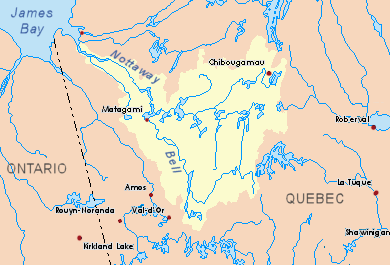
Bassin versant de la rivière Nottaway.

- côté nord : lac Barry, rivière Saint-Cyr, lac Father ;
- côté est : rivière de l'Aigle, rivière Pascagama ;
- côté sud : lac Canusio, rivière Kekek, rivière Mégiscane ;
- côté ouest : rivière Closse, lac Mégiscane, lac Maricourt.

La rivière Saint-Cyr Sud prend naissance à l’embouchure du lac Barry (longueur : 12,9 km ; élévation : 392 m) lequel chevauche les cantons de Barry, de Bailly, dans Senneterre ; en sus, une baie s’avance vers le nord sur une centaine de mètres dans le canton d’urban, ainsi que la baie menant à l’embouchure du lac.
L’embouchure du lac Barry est située du côté sud-est à :
- 45,4 km au nord de l’embouchure de la rivière Saint-Cyr Sud (confluence avec la rivière Mégiscane ;
- 44,7 km au nord-ouest d’une baie de la rive ouest du réservoir Gouin ;
- 129,4 km au nord-est de l’embouchure de la rivière Mégiscane (confluence avec le lac Parent ;
- 353 km au sud-est de l’embouchure de la rivière Nottaway (confluence avec la Baie de Rupert) ;
- 56,0 km au nord-est du centre du village de Obedjiwan ;
- 106 km à l’est du centre du village de Lebel-sur-Quévillon.

À partir de l’embouchure du lac Barry, la rivière Saint-Cyr Sud coule sur 50,1 km (versus 57,7 km en partant de l’ancien émissaire au nord du lac Barry avant la création de ce réservoir) selon les segments suivants :
- 7,1 km vers le sud dans le canton de Bailly, en traversant un détroit de 0,8 km, puis en traversant le Lac Bailly (longueur : 6,7 km ; altitude : 392 m) sur sa pleine longueur, jusqu’à son embouchure ;
- 5,3 km vers le sud-ouest, jusqu’à la limite du canton de Kalm ;
- 20,6 km vers le sud-ouest dans le canton de Kalm et de Mesplet, en traversant le lac Saint-Cyr (longueur : 15,2 km ; altitude : 393 m) dont 1,7 km dans le canton de Kalm, 14,9 km dans le canton de Belmont et 4,0 km dans le canton de Cherrier, jusqu’à son embouchure situé sur la rive ouest ;
- 10,2 km vers le nord dont un crochet à 180 degrés vers l'ouest, puis vers le sud en traversant une zone où la rivière s’élargit, jusqu’à un coude de rivière ;
- 6,9 km vers le sud-ouest, en traversant un lac non identifié en début de segment[2].

La rivière Saint-Cyr Sud se déverse au fond d’une baie s’étirant sur 1,1 km sur la rive nord du lac Canusio lequel est traversé vers le nord par la rivière Mégiscane. De là, le courant de cette rivière descend généralement vers le sud-ouest en traversant notamment le lac Mégiscane, le lac Berthelot, le lac Girouard, le lac Faillon, puis en s’orientant vers le nord-ouest, jusqu’à l’embouchure de la rivière Mégiscane (confluence avec la rivière Bell).
Le cours de cette dernière coule vers le nord en traversant le lac Parent, avant de se déverser dans le lac Matagami ; ce dernier se déverse à son tour dans la rivière Nottaway, un affluent de la Baie de Rupert (Baie James).
La confluence de la rivière Saint-Cyr Sud avec le lac Canusio est située à :
- 29,9 km au nord-ouest du réservoir Gouin ;
- 29,8 km au nord-est de l’embouchure du lac Berthelot ;
- 101,7 km au nord-est de l’embouchure de la rivière Mégiscane ;
- 94,7 km à l’est de l’embouchure du lac Parent ;
- 62,6 km au sud-ouest du centre du village de Obedjiwan (situé sur la rive nord du Réservoir Gouin).
- 375 km au sud-est de l’embouchure de la rivière Nottaway[2].

## Toponymie
À différentes époques de l’histoire, ce territoire a été occupé par les Attikameks, les Algonquins et les Cris. Le terme Saint-Cyr constitue un patronyme de famille d’origine française.
Le répertoire toponymique de 1969 décrit de cette rivière ainsi : « Longue de 125 km environ, la rivière Saint-Cyr prend sa source à une cinquantaine de kilomètres à l'ouest du réservoir Gouin, contiguë au lac Mégiscane. Elle se faufile vers le nord en formant les lacs Bailly, Barry et Saint-Cyr puis se déverse dans la rivière Opawica par le lac Doda. »
À partir de la limite des régions administratives de l’Abitibi-Témiscamingue et du Nord-du-Québec, la partie supérieure de la rivière, soit du lac Barry (rivière Saint-Cyr Sud) au lac Canusio (altitude de 392 m), se déverse plutôt vers le bassin versant du réservoir Gouin, via la rivière Mégiscane qui a été harnachée par Hydro-Québec. Cette caractéristique d’appartenance à deux bassins versants a incité le « Service de la connaissance et de l'expertise du milieu hydrique du ministère de l'Environnement » à demander à la Commission de toponymie du Québec de réviser la dénomination de la partie sud de la rivière Saint-Cyr ; ainsi, cette commission a adopté l’hydronyme rivière Saint-Cyr Sud pour désigner ce segment sud issu du lac Barry, lors de sa séance du 24 septembre 2003. En contrepartie, l’hydronyme Rivière Saint-Cyr reste le dénommant du segment de 48,9 km de la partie nord (versant de la rivière Nottaway) dans le Nord-du-Québec. L’ancien cours de la rivière Saint-Cyr comptait 106,6 km.
En parcourant cette région entre 1897 et 1899, l'arpenteur Henry O'Sullivan a désigné ce cours d’eau « rivière Saint-Cyr » en hommages à Arthur Saint-Cyr (1860-1923), son assistant de 1879 à 1886, soit jusqu'à l'obtention du double titre d'arpenteur provincial et fédéral. Peu de temps après, Arthur Saint-Cyr devient responsable de la localisation et de la construction du chemin de fer de la compagnie Quebec Central devant relier les villes de Lévis et de Sherbrooke. Subséquemment, Saint-Cyr quitte le Québec pour l'ouest canadien, où il cessera ses activités professionnelles en 1914.
Le toponyme Rivière Saint-Cyr Sud est officialisé le 24 septembre 2003.